# Никтимена
Никтимена (др.-греч. Νυκτιμένη, то есть «ночная») — дочь Эпопея, царя Лесбоса. В неё влюбился её отец и совокупился с ней. От стыда она спряталась в лесах и отказалась показывать свое лицо при дневном свете. Сжалившись над ней, Афина превратила её в сову, ставшую впоследствии символом этой богини.
В «Метаморфозах» Овидия превращение было наказанием за «покушение на ложе отцово» (patrium temerasse cubile). Однако в тексте не дается дополнительных объяснений того, была ли она изнасилована, соблазнена или сама выступила в роли соблазнительницы.
По другой версии, она — дочь Никтея, царя эфиопов. В Первом Ватиканском мифографе отец не указан.
В честь Никтимены назван род летучих мышей и астероид.